# بتيلة خيزران
بتيلة خيزران أو ساق الخيزران (بالإنجليزية: Bamboo shoots)‏ هي بتيلات (سيقان خيزران جديدة تنمو من الأرض) صالحة للأكل في أغلب أنواع الخيزران بما في ذلك «بامبوسا فولغاريس» و«فيلوستاشيس إدويليس». تُستخدم هذه البتلات كخضروات في العديد من الأطباق الأسيوية وفي مختلف أنواع الحساء. تباع في مختلف الأشكال المعالجة وهي متوفرة طازجة، مجففة، ومعلبة كذلك.
تحتوي بتيلات الخيزران الطازجة على غلوسيدات السيانوجين وهو ذيفان طبيعي بالإضافة إلى البفرة. يجب أن يتم التخلص من الذيفانات عبر الطهو ولهذا السبب عادة ما تُغلَّى بتيلات الخيزران الطازجة قبل أن تُستخدم بطرق أخرى. تُدمر الذيفانات في عملية التعليب.

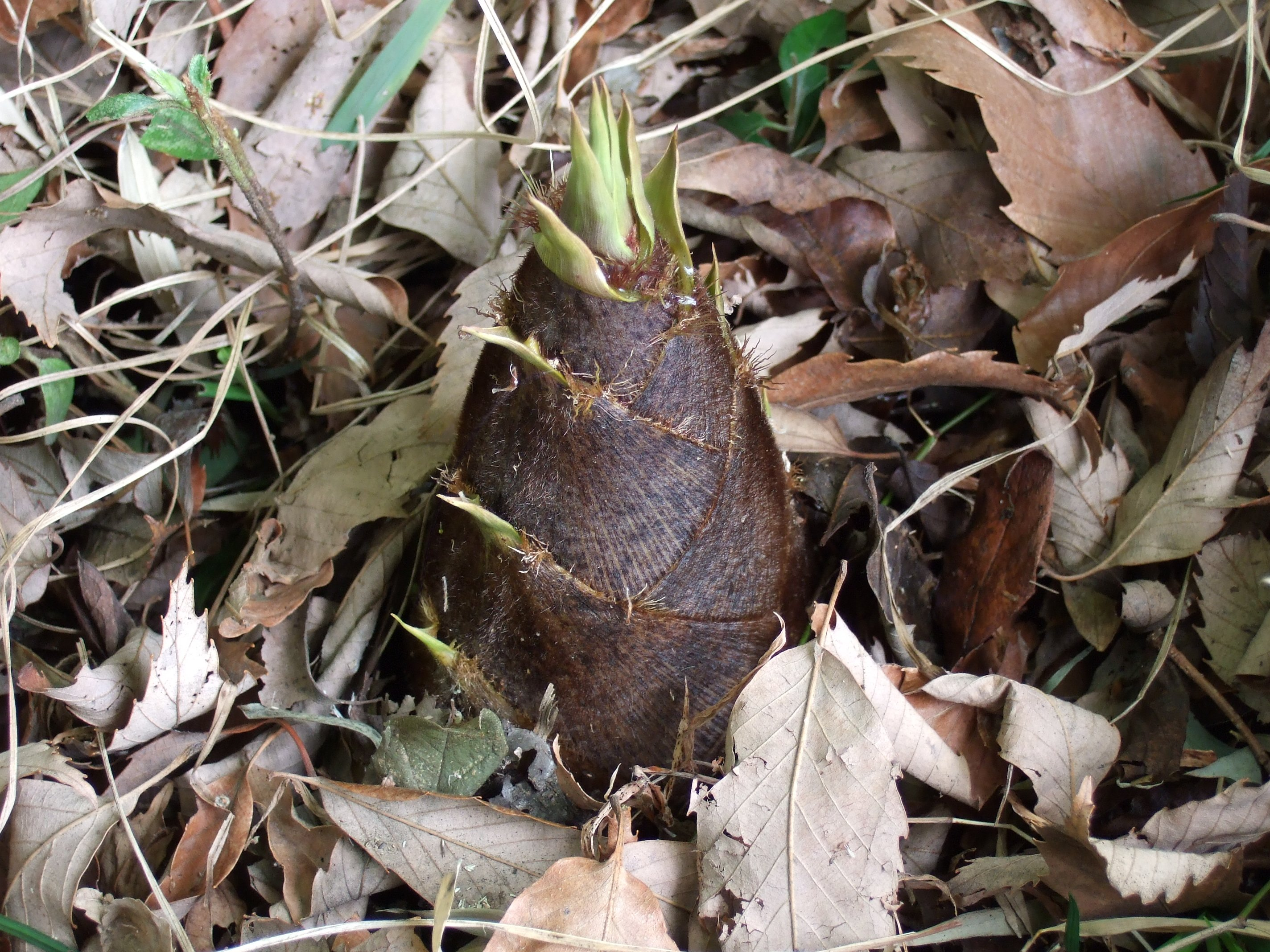
بتيلة الخيزران

## معرض صور

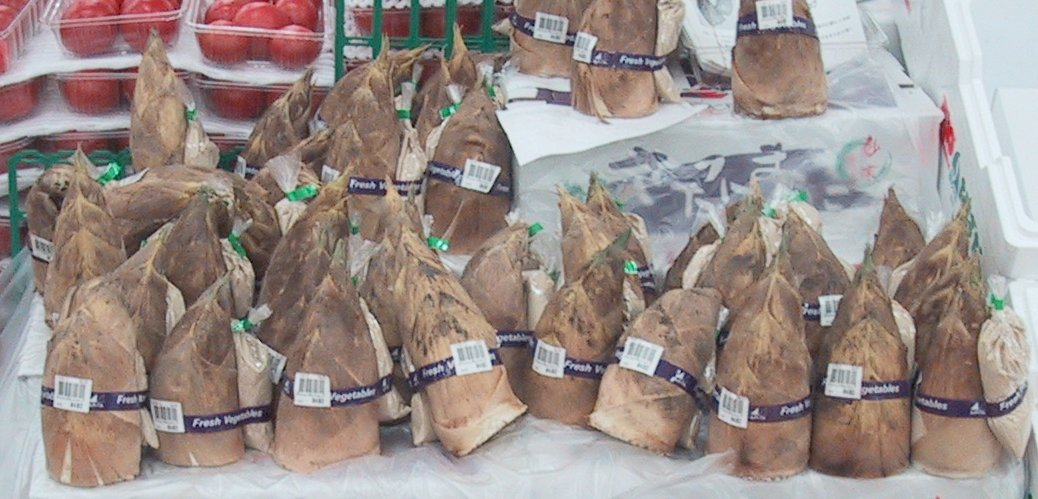
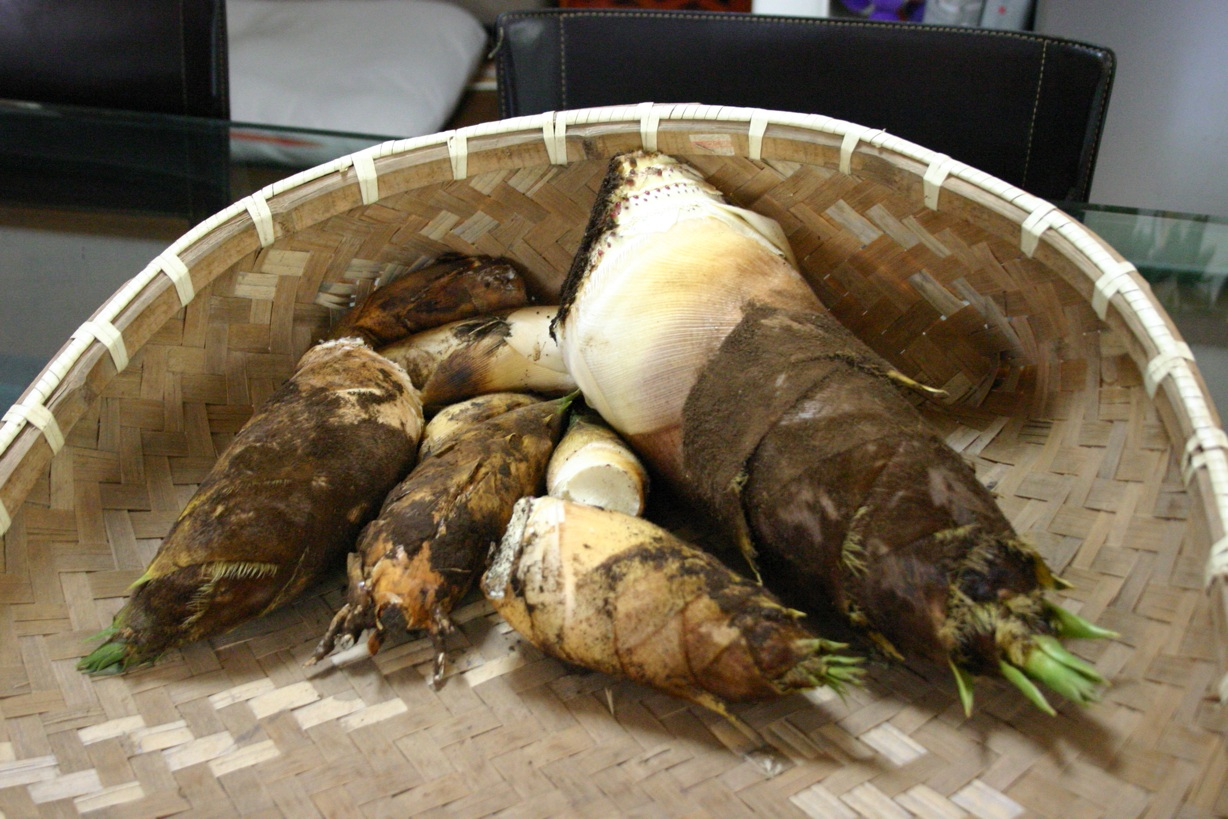
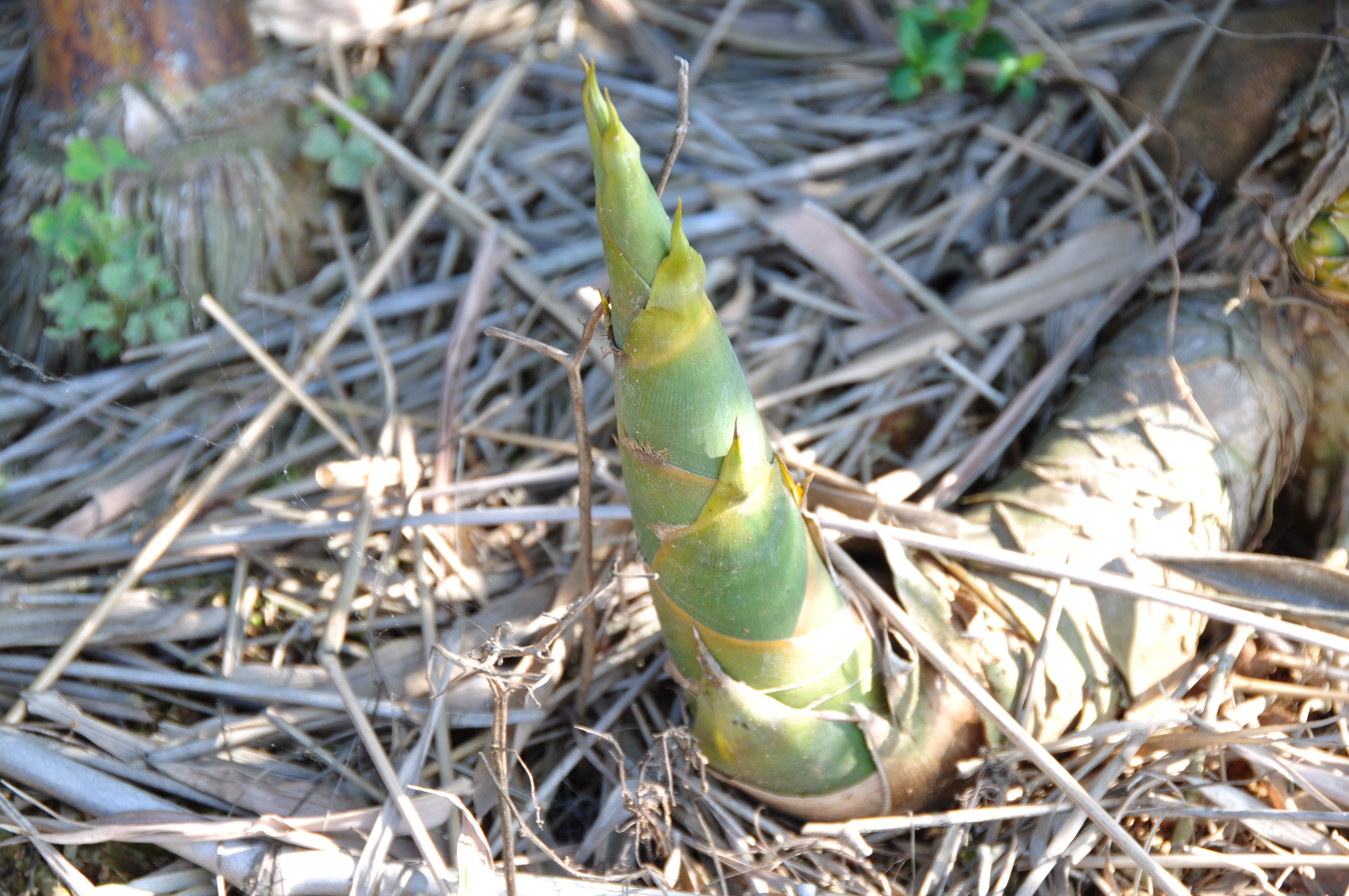
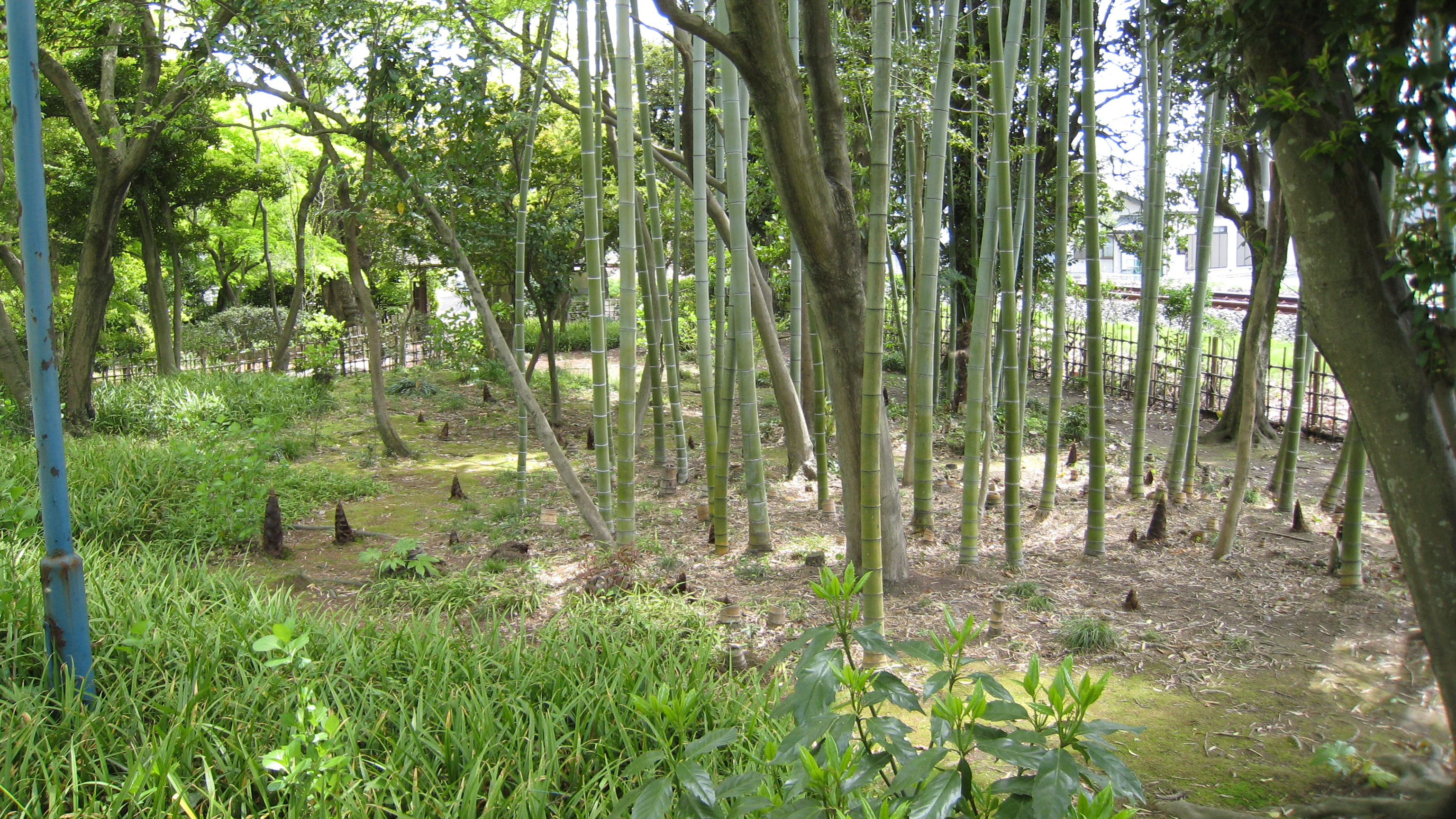
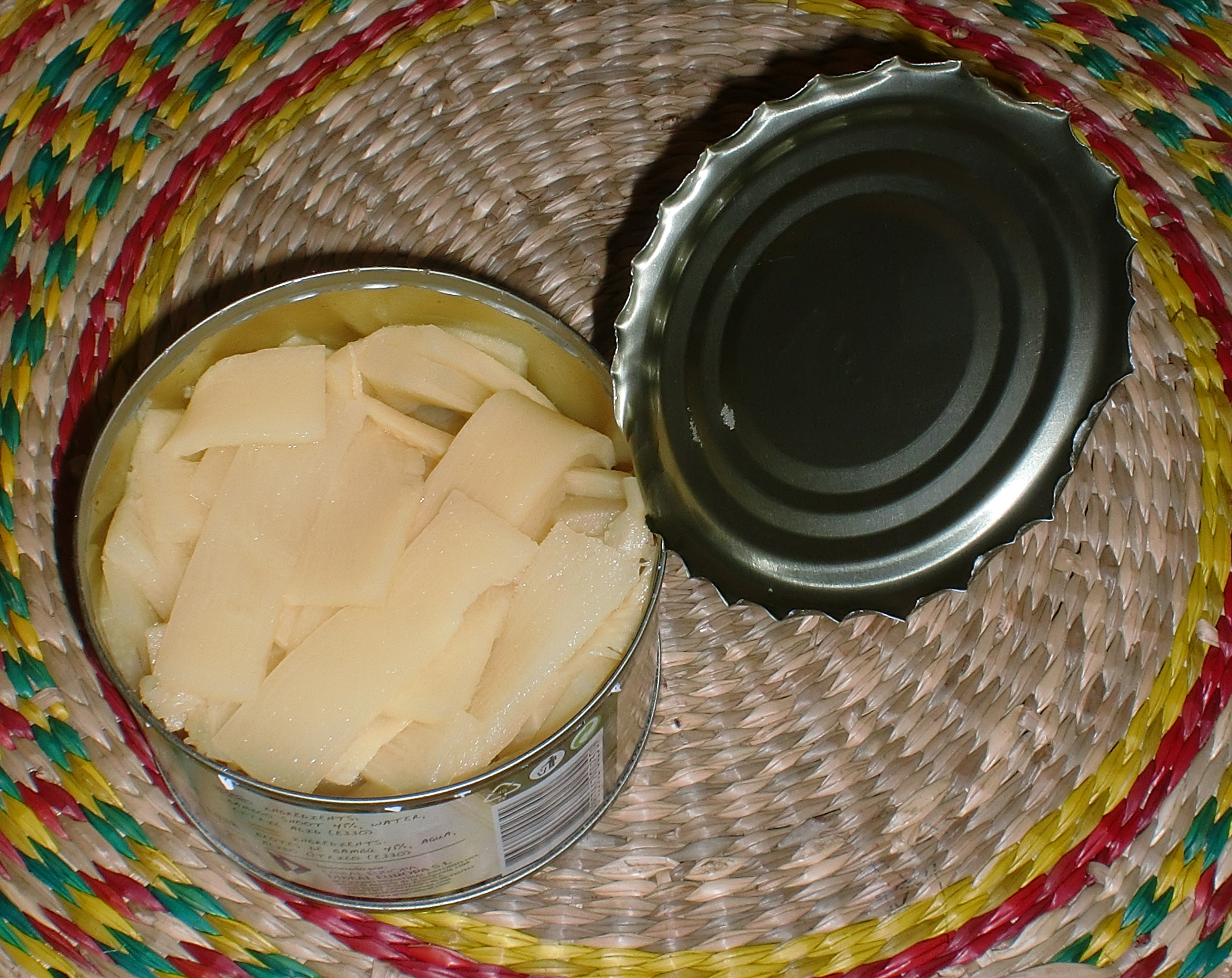
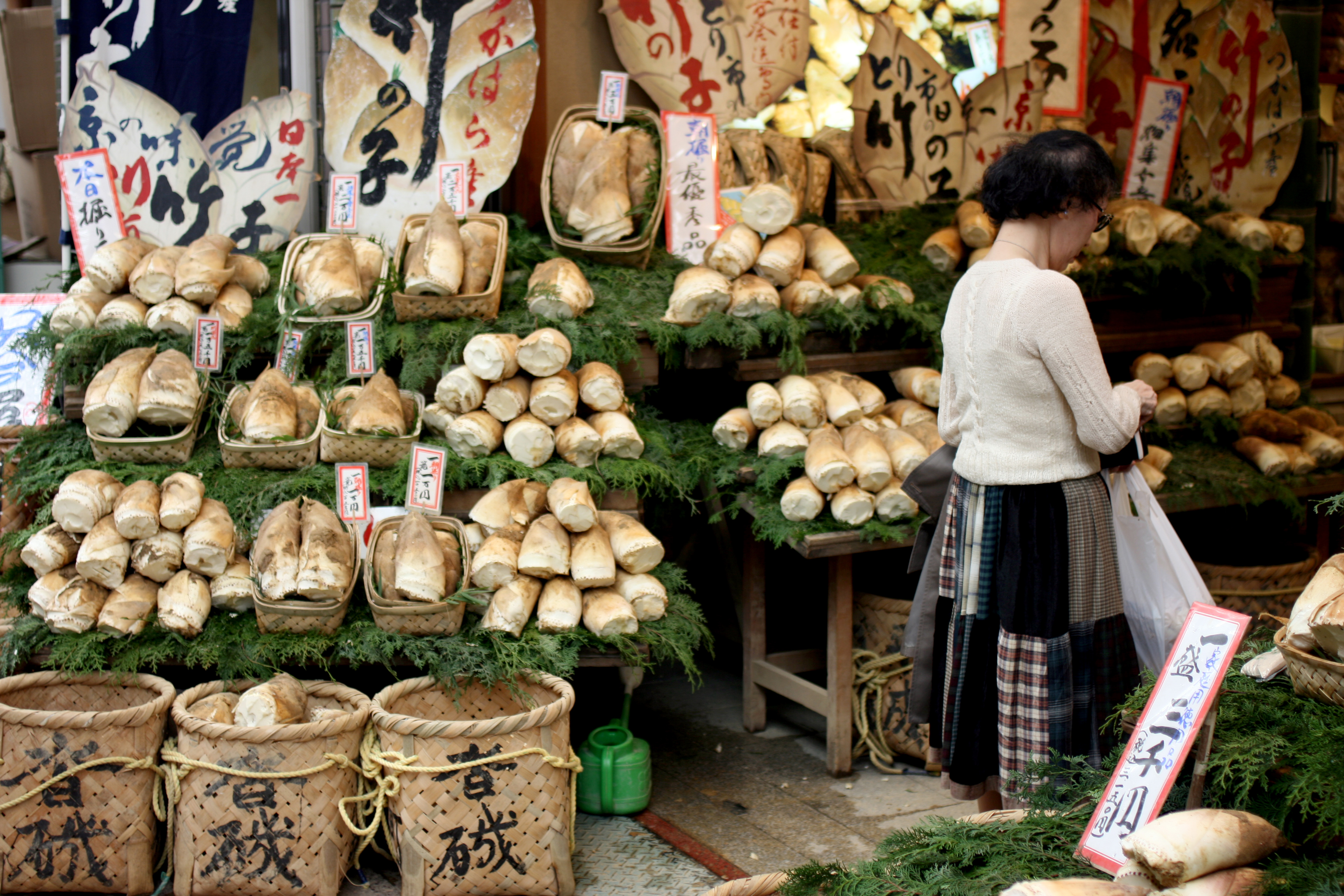